# ナランホ
ナランホ（Naranjo）は、グアテマラ、ペテン県の古代マヤ遺跡。ペテン県北東部のベリーズ国境に近い場所にあり、2004年以降はヤシュハ＝ナクム＝ナランホ国立公園の一部をなしている。公園はモレレットワニ、Petenia splendida、メキシコカワガメ、ジェフロイクモザル、クビワペッカリーなどの生息地として、2006年にラムサール条約登録地となった。

## 遺跡
「ナランホ」はスペイン語でオレンジの樹を意味し、もちろん新しい名前である。
先古典期からある大きな遺跡であり、389の建築物が6つのアクロポリスを構成する。多数の石碑、階段、祭壇、まぐさ石、球戯場の彫刻に碑文が残されているが、1960年代から1970年代にかけて略奪に遭った。

## 歴史
碑文によってわかるナランホの歴史は切れぎれである。ナランホの石碑の日付で最古のものは石碑41号に記された475年だが、このころの歴史はほとんどわからない。最初に事績のわかる王は、35代目の王とされるアフ・ウォサルで、カラクムルのトゥーン・カップ・ヒシュによって擁立され、546年に即位した。アフ・ウォサルは幼くして即位し、その後少なくとも69年間は王位についていた。しかし次の王の時代になると、626年に南のカラコルに征服され、631年にはカラクムルに征服された。37代目の王は680年にカラコルを打ち破った。
682年、ドス・ピラス初代王バラフ・チャン・カウィールの娘である「ワク・チャニル・アハウ」（Wak Chanil Ajaw、「6の空」という意味。Ix Wak Jalam Chanとも）がナランホの新しい王朝を建てた。688年にカック・ティリウ・チャン・チャークが生まれ（おそらく「ワク・チャニル・アハウ」の子）、693年に5歳で38代目の王として即位した。「ワク・チャニル・アハウ」自身はナランホの王ではなかったが、実質的な支配者であり、それはカック・ティリウの即位後もしばらく変わらなかったと思われる。この時代、ナランホはカラクムルに臣属していたが、いつまでそうだったかは明らかでない。
744年にはティカル王イキン・チャン・カウィールによってナランホは蹂躙され、王は殺された。その後の歴史はあまり明らかでないが、780年にはイツァムナーフ・カウィールが即位し、近隣のヤシュハを征服した。ナランホは他の多くのマヤの都市と同様に、830年ごろに滅亡した。

## 再発見と略奪
ナランホは1905年にテオベルト・マーラーによって再発見された。その後、シルヴェイナス・モーリーによる調査が行われた。
ナランホの遺物は早くから盗難にあっていたが、1964年以降に略奪はとりわけ激しくなった。略奪者は運搬を容易にするために大きな遺物を切り刻んだため、ナランホの遺跡は悲劇的な状態に陥った。イアン・グレアムは1966年にナランホの石碑8号がロサンゼルスのデパートに飾られているのを発見して衝撃を受け、『マヤ神聖文字碑文集成』の最初の調査対象のひとつにナランホを選んだ。